# 夕渚愛
夕渚 愛（ゆうなぎ あい ）は、新潟県柏崎市出身の演歌歌手。本名非公開。ニックネームは「あいちゃん」。
キャッチフレーズは全国デビュー前から一貫して「会いに行ける演歌歌手」。

## 略歴
1988年に地元の新潟県で開催された「BSNラジオ生放送 ダイエー杯カラオケ大会」に出場。小林明子の｢恋におちて -Fall in love-」を歌い、チャンピオンとなる。
2002年　「クラウン歌謡学院 南歌謡教室」に所属。
2005年　佐渡汽船杯「船上カラオケ大会」優勝。
2009年　クラウン歌謡学院フェスティバル「埼玉大会」優勝。
2010年　NHKのど自慢(新潟県加茂市)で合格。
2010年　新潟県歌謡グランプリ優勝。
2011年4月　「夕渚愛」名義でＣＤデビュー。「みちのく女節」C/W「海峡哀歌」。
2011年7月　日本クラウン「二段」合格。歌謡講師資格も取得。
2013年4月　ＦＭピッカラ「お晩です!柏崎」レギュラー出演。同時に「今もどこかで…柏崎」を発表
2014年　夕渚愛本人による初作曲作品「小国慕情」を発表。以降連続して「愛愁、、高柳」「母よ…惜別の思いを込めて」「ほほえみ音頭」を地域イベントやラジオ等で発表。またこれらは地元版のセルフ作成ＣＤとしてイベント会場で販売を開始。
2017年　柏崎夢の森公園開園10周年記念曲「カキツバタ恋慕」を夕渚愛自ら作曲し発表。セルフ作成ＣＤ/ＤＶＤをイベント等で販売開始。
2018年7月「女…泣かせ雨」発表。CD制作しイベント等で販売。カップリングは「別離(わかれ)」。
2019年11月　特撮ドラマ『帰ってきた 行け！あひるお姉さん』(TeNY)第６話出演
2019年12月　「女…泣かせ雨」ＪｏｙＳｏｕｎｄにてカラオケ配信スタート。
2019年12月　スポーツニッポンに「女…泣かせ雨」記事掲載。
2020年1月　週刊新潮に「女…泣かせ雨」記事掲載。
2020年6月　マイナー版として発売した「女…泣かせ雨」「別離(わかれ)」ＣＤを全国流通版として再発売。
2021年3月　「情念の炎」「愛ちゃん音頭」ＣＤを全国発売。同時にカラオケ配信もスタート。
2021年9月　「母のぬくもりおみそ汁」youtubeで発表。
2021年9月　「佐渡のだまされ音頭」３００枚限定発売。予約で完売。
2022年5月～　ＦＭピッカラ「愛と圭美の音楽ライフ」メインＭＣとして出演開始
2022年7月～　ＦＭピッカラ「愛ｌｏｖｅ演歌💛」単独ＭＣとして出演開始
2022年10月　柏崎夢の森公園開園１５周年記念曲として「ゆめのもりにいこう」「カキツバタ恋慕(リアレンジバージョン)」を全国発売。子どもが親しみやすい曲調のポップに仕上げ、公園の魅力を全国にPRしている

## 作品

### シングル
| # | 発売          | タイトル           | 作詞         | 作曲     | 編曲     | 品番    |
| - | ------------- | ------------------ | ------------ | -------- | -------- | ------- |
| 1 | 2020年6月3日  | 女…泣かせ雨        | 南まさとし   | 里見更   | 山田恵範 | AN-1033 |
| 1 | 2020年6月3日  | 別離(わかれ)       | 南まさとし   | 斎藤美和 | 斎藤美和 | AN-1033 |
| 2 | 2021年3月1日  | 情念の炎           | 佐藤伸行     | 佐藤伸行 | 佐藤伸行 | AN-1034 |
| 2 | 2021年3月1日  | 愛ちゃん音頭       | 南まさとし   | 佐藤伸行 | 佐藤伸行 | AN-1034 |
| 3 | 2021年9月11日 | 佐渡のだまされ音頭 | 新道摩理     | 夕渚愛   | 佐藤伸行 | AN-1035 |
| 4 | 2022年8月1日  | ゆめのもりにいこう | スネーク平成 | 佐藤伸行 | 佐藤伸行 | AN-1039 |
| 4 | 2022年8月1日  | カキツバタ恋慕     | スネーク平成 | 夕渚愛   | 佐藤伸行 | AN-1039 |

## 出演

### テレビ
- 帰ってきた 行け！あひるお姉さん（TeNY）
- かしわざき風の陣2021（NCT）
- かしわざき風の陣2022（NCT）

### ラジオ
- 「お晩です!柏崎」(2013年4月～2022年4月)（ＦＭピッカラ）
- 「愛と圭美の音楽ライフ」(2022年5月～)（ＦＭピッカラ）
- 「愛ｌｏｖｅ演歌💛」(2022年7月～)（ＦＭピッカラ）